# Sahrawier

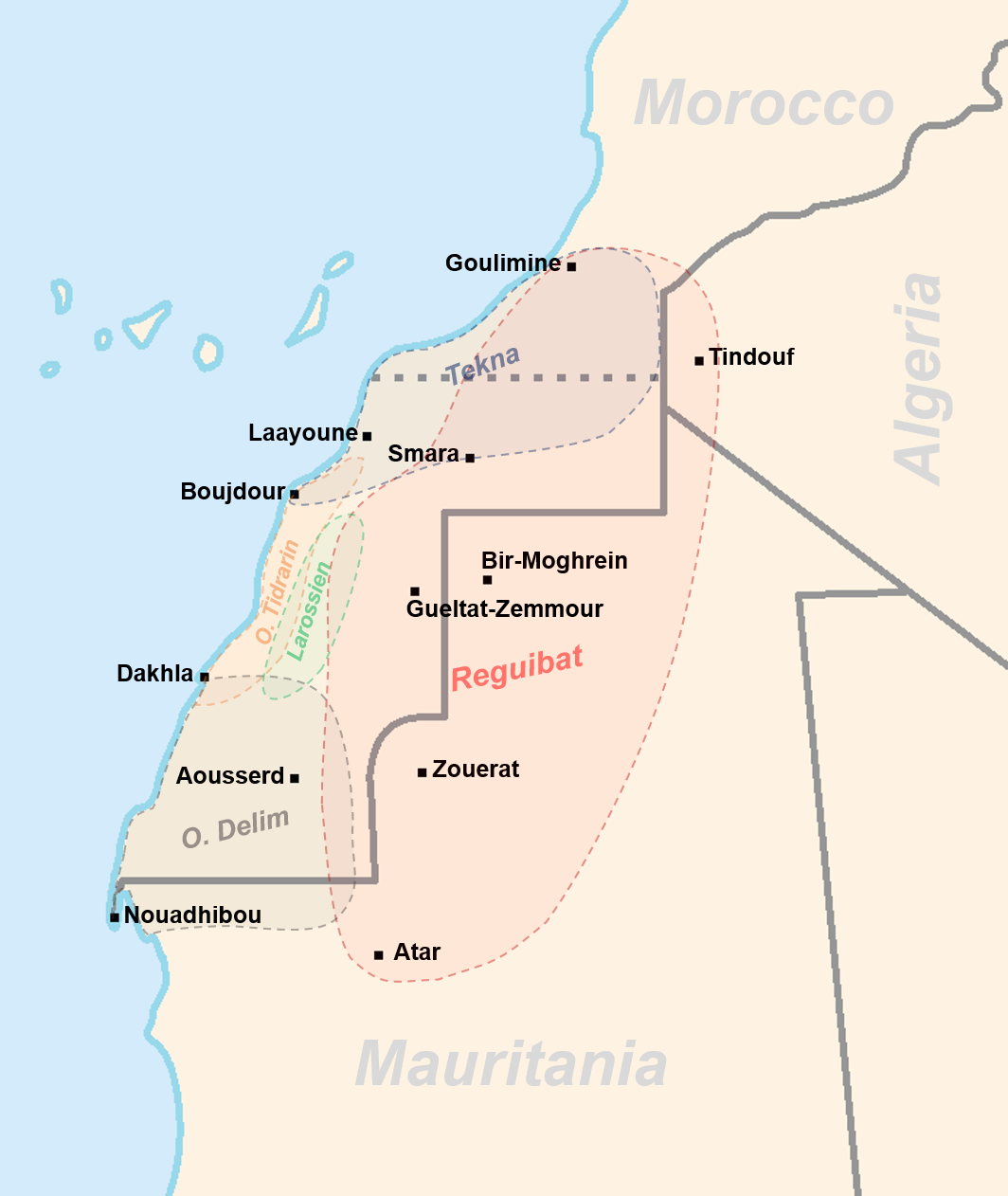
Karta över västsahariska stammar.

Sahrawier (arabiska för 'ökenbor') är namnet på den traditionella/ursprungliga befolkningen i Västsahara. Sahrawierna har en historia av nomadtillvaro, de är i allmänhet arabisktalande, och religionen är sunnimuslimsk. En stor del av befolkningen lever sedan 1975 i de västsahariska flyktinglägren i Tindouf, i Algeriet.
En del av västsahariernas anfäder är möjligen ett folk som på 1200-talet utvandrade från ett område i nuvarande Jemen. Men befolkningen blandades under århundradena upp med berber från Nordafrika och andra invandrande folkgrupper från Västafrika. På 1700-talet hade denna blandning utkristalliserat sig till en grupp nomadstammar som talade hassaniyya, en form av arabiska. Hassaniyya skiljer sig mycket från den arabiska som talas i Marocko och Algeriet.